# Anurida decemoculata
Anurida decemoculata är en urinsektsart som beskrevs av Hammer 1953. Anurida decemoculata ingår i släktet Anurida och familjen Neanuridae. Inga underarter finns listade i Catalogue of Life.